# 포인트 어쿠스틱
포인트 어쿠스틱은 2012년 EP 앨범 [人`Side]로 데뷔한 대한민국의 음악 그룹이다.

## 음반
- 人'Side (2012)
- 시작이다 (2015)
- 나에게 말했다 (2015)
- 구멍난 양말 (2019)

## 공연
- 남이섬 코페스타 (2013)